# Bismuth(III) bromide
Bismuth(III) bromide là một hợp chất vô cơ của bismuth và brom với công thức hóa học BiBr3. Chất rắn này tồn tại dưới dạng tinh thể màu vàng nhạt.

## Điều chế và tính chất
Nó có thể được tạo thành do phản ứng của bismuth(III) oxit và axit bromhydric:
Bi2O3 + 6HBr ⇌ 2BiBr3 + 3H2O
Bismuth(III) bromide cũng có thể được tạo ra bằng cách oxy hóa trực tiếp bismuth bằng brom.
Bismuth(III) bromide rất dễ tan trong nước; tuy nhiên, dung dịch của nó dễ bị phân hủy.

## Hợp chất khác
BiBr3 còn tạo một số hợp chất với NH3, như BiBr3·2NH3 là chất rắn màu lục ôliu, 2BiBr3·5NH3 là chất rắn màu xám nhạt-lục hay BiBr3·3NH3 là bột vô định hình màu rơm.
BiBr3 còn tạo một số hợp chất với CS(NH2)2, như BiBr3·3CS(NH2)2 là tinh thể vàng, D = 2,75 g/cm³.